# Super League 2024 (Cina)
La Chinese Super League 2024, nota come China Resources C'estbon Chinese Super League 2024 per ragioni di sponsorizzazione, è stata la 65ª edizione del massimo livello del campionato cinese di calcio, disputato tra il primo marzo 2024 e il 2 novembre 2024. 
Lo Shanghai Haigang era il campione in carica e si è riconfermato, vincendo il suo terzo titolo nazionale.

## Stagione

### Novità
- Promosse dalla League One:
  - Sichuan Jiuniu
  - Qingdao Qingchundao
- Retrocesse in League One:
  - Dalian Pro
  - Shenzhen

Il Sichuan Jiuniu F.C. ha cambiato la sua sede, spostandola a Shenzhen, e il suo nome in Shenzhen Peng City tra il gennaio e il febbraio 2024.

### Formula
Le 16 squadre partecipanti giocano un girone all'italiana, con partite di andata e ritorno per un totale di 30 giornate. Le prime due classificate si qualificano per la AFC Champions League 2025-2026, mentre la terza classificata per la competizione continentale asiatica di secondo livello.
Le squadre possono registrare un massimo di 5 giocatori stranieri, con l'aggiunta di un sesto che sia proveniente da Hong Kong, Macao o Taiwan.

## Squadre partecipanti
| Club                  | Stagione | Città     | Stadio                                       | Stagione 2023             |
| --------------------- | -------- | --------- | -------------------------------------------- | ------------------------- |
| Beijing Guoan         | dettagli | Pechino   | Workers' Stadium                             | 6º posto in Super League  |
| Cangzhou Mighty Lions |          | Cangzhou  | Stadio Cangzhou                              | 12º posto in Super League |
| Changchun Yatai       | dettagli | Changchun | Stadio municipale di Changchun               | 9º posto in Super League  |
| Chengdu Rongcheng     | dettagli | Chengdu   | Phoenix Hill Football Stadium                | 4º posto in Super League  |
| Henan                 |          | Zhengzhou | Stadio Hanghai di Zhengzhou                  | 10º posto in Super League |
| Meizhou Hakka         |          | Meizhou   | Huitang Stadium                              | 11º posto in Super League |
| Nantong Zhiyun        |          | Rugao     | Rugao Olympic Sports Center                  | 14º posto in Super League |
| Qingdao Hainiu        |          | Tsingtao  | Qingdao Youth Football Stadium               | 13º posto in Super League |
| Qingdao Youth Island  |          | Tsingtao  | Guzhenkou University City Sports Center      | 2º posto in CL1           |
| Shandong Taishan      | dettagli | Jinan     | Stadio del Centro sportivo olimpico di Jinan | 2º posto in Super League  |
| Shanghai Port         | dettagli | Shanghai  | Stadio calcistico di Pudong                  | Campione di Cina          |
| Shanghai Shenhua      | dettagli | Shanghai  | Stadio di Shanghai                           | 5º posto in Super League  |
| Shenzhen Peng City    | dettagli | Shenzhen  | Stadio Bao'an                                | 1º posto in CL1           |
| Tianjin Jinmen Tiger  |          | Tientsin  | TEDA Soccer Stadium                          | 8º posto in Super League  |
| Wuhan Three Towns     |          | Wuhan     | Wuhan Sports Center                          | 7º posto in Super League  |
| Zhejiang Pro          |          | Hangzhou  | Huanglong Sports Center                      | 3º posto in Super League  |

## Allenatori e primatisti
| Squadra               | Allenatore                                                  | Calciatore più presente | Cannoniere           |
| --------------------- | ----------------------------------------------------------- | ----------------------- | -------------------- |
| Beijing Guoan         | Ricardo Soares                                              | Guga (29)               | Fábio Abreu (14)     |
| Cangzhou Mighty Lions | Zhao Junzhe (1ª-19ª) Li Xiaopeng (20ª-)                     |                         | Héber (8)            |
| Changchun Yatai       | Chen Yang (1ª-6ª) Xie Hui (6ª-)                             |                         | Robert Berič (12)    |
| Chengdu Rongcheng     | Seo Jung-won                                                |                         | Felipe Silva (15)    |
| Henan                 | Nam Ki-il                                                   |                         | Bruno Nazário (8)    |
| Meizhou Hakka         | Pablo Villar (1ª-12ª) Qu Gang (13ª-14ª) Milan Ristic (15ª-) |                         | Nebojša Kosović (5)  |
| Nantong Zhiyun        | Mihajlo Jurasovic (1ª-15ª) David Patricio (16ª-)            |                         | Jesús Godínez (4)    |
| Qingdao Hainiu        | Yasen Petrov                                                |                         | Martin Boakye (10)   |
| Qingdao Youth Island  | Hisashi Kurosaki (1ª-20ª) Shao Jiayi (21ª-)                 |                         | Alan Carvalho (11)   |
| Shandong Taishan      | Choi Kang-hee                                               |                         | Crysan (9)           |
| Shanghai Port         | Kevin Muscat                                                | Yan Junling (30)        | Wu Lei (34)          |
| Shanghai Shenhua      | Leonid Sluckij                                              |                         | André Luis (17)      |
| Shenzhen Peng City    | Jesús Tato (1ª-27ª) Christian Lattanzio (28ª-)              | Rade Dugalić (27)       | Edu García (9)       |
| Tianjin Jinmen Tiger  | Yu Genwei                                                   |                         | Andrea Compagno (17) |
| Wuhan Three Towns     | Ricardo Rodríguez                                           |                         | Pedro Henrique (12)  |
| Zhejiang Pro          | Jordi Vinyals                                               |                         | Leonardo (21)        |

## Calciatori stranieri
Ogni squadra può registrare un massimo di sette calciatori stranieri (esclusi i portieri) nel corso della stagione. Un massimo di cinque giocatori stranieri possono essere registrati per ogni partita e possono essere schierati in qualsiasi momento. Inoltre non ci sono limiti nella registrazione dei giocatori naturalizzati e non ci sono limiti nel mettere in campo giocatori naturalizzati di origine cinese. Tuttavia, solo un giocatore naturalizzato di discendenza non cinese può essere schierato come giocatore nativo, mentre gli altri giocatori naturalizzati di discendenza non cinese schierati saranno conteggiati come giocatori stranieri. Ogni club può registrare un giocatore di Hong Kong, Macao o Taiwan di origine cinese (esclusi i portieri), a condizione che sia stato registrato come calciatore professionista in una di queste tre federazioni per la prima volta nella sua carriera, come giocatore nativo.
Di seguito la tabella con tutti i calciatori stranieri di ogni squadra nella stagione 2024 (in grassetto i trasferimenti in entrata di metà stagione):
| Squadra                | Calciatori          | Calciatori          | Calciatori           | Calciatori            | Calciatori          | Calciatori                     | Calciatori               | Calciatori                                  | Calciatori                         |
| Squadra                | 1°                  | 2°                  | 3°                   | 4°                    | 5°                  | Naturalizzati                  | Hong Kong, Macao, Taiwan | Riserve                                     | Trasferiti                         |
| ---------------------- | ------------------- | ------------------- | -------------------- | --------------------- | ------------------- | ------------------------------ | ------------------------ | ------------------------------------------- | ---------------------------------- |
| Beijing Guoan          | Fábio Abreu         | Samuel Adegbenro    | Michael Ngadeu       | Guga                  | Mamadou Traoré      | → Nico Yennaris → Arturo Cheng |                          |                                             |                                    |
| Cangzhou Xiongshi      | Georgiy Zhukov      | Viv Solomon-Otabor  | Héber                | Ayo Obileye           |                     |                                |                          |                                             | Stophira Sunzu Oscar Maritu        |
| Changchun Yatai        | Serginho            | Peter Zulj          | Lazar Rosić          | Robert Berič          | Stophira Sunzu      |                                |                          | Guilherme                                   |                                    |
| Chengdu Rongcheng      | Rômulo              | Felipe Silva        | Manuel Palacios      | Timo Letschert        | Yahav Gurfinkel     |                                | Tim Chow                 |                                             | Andrigo → Elkeson                  |
| Henan                  | Nemanja Čović       | Djordje Denic       | Frank Acheampong     | Bruno Nazário         | Iago Maidana        |                                |                          |                                             | Oliver Gerbig                      |
| Meizhou Kejia          | Nebojša Kosović     | Rodrigo Henrique    | Darick Kobie Morris  | John Mary             |                     |                                | Yue Tze-Nam              |                                             | Rooney Eva Tyrone Conraad          |
| Nantong Zhiyun         | David Puclin        | Issa Kallon         | Jesús Godínez        | Izuchukwu Anthony     | Farley Rosa         | → Qiu Zongyi → Yang Ming-Yang  |                          | Oumar Camara                                | Stefan Veličković Kévin Nzuzi Mata |
| Qingdao Hainiu         | Evans Kangwa        | Elvis Sarić         | Martin Boakye        | Diego Lopes           | Nikola Radmanovac   |                                | Wang Chien-ming          |                                             | Wellington Silva Miloš Milović     |
| Qingdao Qingchundao    | Jean-David Beauguel | Nélson da Luz       | Brayan Riascos       | Varazdat Haroyan      | Matheus Índio       | → Alan Carvalho                | Chen Po-liang            |                                             | Eduardo Henrique                   |
| Shandong Taishan       | Jadson              | Crysan              | Matheus Pato         | Zeca                  | Valeri Q'azaishvili | → Pedro Delgado                |                          | Marcel                                      | → Fernandinho                      |
| Shanghai Haigang       | Oscar               | Matías Vargas       | Gustavo              | Matheus Jussa         | Léo Cittadini       | → Tyias Browning               | Will Donkin              | Willian Popp                                |                                    |
| Shanghai Shenhua       | Ibrahim Amadou      | Cephas Malele       | João Carlos Teixeira | Wilson Manafá         | André Luis          | → Fernandinho                  | Chan Shinichi            |                                             | → Dai Wai Tsun                     |
| Shenzhen Xin Pengcheng | Edu García          | Thiago Andrade      | Rade Dugalić         | Tiago Leonco          | Eden Karzev         | → Dai Wai Tsun                 | Matt Orr                 | Júnior Negrão Samuel Armenteros Jorge Ortiz |                                    |
| Tianjin Jinmen Hu      | Albion Ademi        | Andrea Compagno     | Mile Škorić          | Diogo Silva           | Xadas               |                                |                          | Alex Grant                                  | Ivan Fiolić                        |
| Wuhan San Zhen         | Park Ji-soo         | Romário Baldé       | Darlan               | Joca                  |                     | → Denny Wang                   |                          |                                             | Danilo Arboleda Pedro Henrique     |
| Zhejiang Zhiye         | Lucas Possignolo    | Franko Andrijasevic | Jean Evrard Kouassi  | Deabeas Owusu-Sekyere | Leonardo            | → Alexander N'Doumbou          | Nok Hang Leung           |                                             |                                    |

## Classifica Finale
|                 | Pos. | Squadra                | Pt | G  | V  | N | P  | GF | GS | DR  |
| --------------- | ---- | ---------------------- | -- | -- | -- | - | -- | -- | -- | --- |
| Cina (bandiera) | 1.   | Shanghai Haigang       | 78 | 30 | 25 | 3 | 2  | 96 | 30 | +66 |
|                 | 2.   | Shanghai Shenhua       | 77 | 30 | 24 | 5 | 1  | 73 | 20 | +53 |
| [ 3 ]           | 3.   | Chengdu Rongcheng      | 59 | 30 | 18 | 5 | 7  | 65 | 31 | +34 |
|                 | 4.   | Beijing Guoan          | 56 | 30 | 16 | 8 | 6  | 65 | 35 | +30 |
|                 | 5.   | Shandong Taishan       | 48 | 30 | 13 | 9 | 8  | 49 | 40 | +9  |
|                 | 6.   | Tianjin Jinmen Hu      | 42 | 30 | 12 | 6 | 12 | 44 | 47 | -3  |
|                 | 7.   | Zhejiang Zhiye         | 38 | 30 | 11 | 5 | 14 | 55 | 60 | -5  |
|                 | 8.   | Henan                  | 36 | 30 | 9  | 9 | 12 | 34 | 39 | -5  |
|                 | 9.   | Changchun Yatai        | 32 | 30 | 8  | 7 | 14 | 44 | 56 | -12 |
|                 | 10.  | Qingdao Qingchundao    | 32 | 30 | 8  | 9 | 14 | 43 | 60 | -17 |
|                 | 11.  | Wuhan San Zhen         | 31 | 30 | 8  | 7 | 15 | 31 | 44 | -13 |
|                 | 12.  | Qingdao Hainiu         | 29 | 30 | 8  | 5 | 17 | 28 | 55 | -27 |
|                 | 13.  | Cangzhou Xiongshi      | 29 | 30 | 7  | 8 | 15 | 33 | 57 | -24 |
|                 | 14.  | Shenzhen Xin Pengcheng | 29 | 30 | 7  | 8 | 15 | 29 | 55 | -26 |
|                 | 15.  | Meizhou Kejia          | 27 | 30 | 6  | 9 | 15 | 29 | 55 | -26 |
|                 | 16.  | Nantong Zhiyun         | 22 | 30 | 5  | 7 | 18 | 32 | 66 | -34 |

Legenda:

      Campione della Cina e ammessa alla fase a gironi della AFC Champions League Elite 2024-2025.
       Ammessa alla fase a gironi della AFC Champions League Elite 2024-2025
       Ammessa agli spareggi della AFC Champions League Elite 2024-2025.
       Ammessa alla fase a gironi della AFC Champions League 2 2024-2025. 
      Retrocessa in China League One 2024.
Regolamento:
Tre punti a vittoria, uno a pareggio, zero a sconfitta.
In caso di arrivo di due o più squadre a pari punti, la graduatoria verrà stilata secondo la classifica avulsa tra le squadre interessate che prevede, in ordine, i seguenti criteri:
- Punti negli scontri diretti.
- Differenza reti negli scontri diretti.
- Differenza reti generale.
- Reti realizzate in generale.
- Sorteggio.

Note:

## Squadra campione
| Formazione tipo (4-2-3-1) | Giocatori (presenze)     |
| --- | ------------------------ |
| Yan J. Wang S. T. Browning Wei Z. Li S. M. Jussa L. Cittadini Oscar Wu L. M. Vargas Gustavo | Yan Junling (30)         |
| Yan J. Wang S. T. Browning Wei Z. Li S. M. Jussa L. Cittadini Oscar Wu L. M. Vargas Gustavo | Wang Shenchao (28)       |
| Yan J. Wang S. T. Browning Wei Z. Li S. M. Jussa L. Cittadini Oscar Wu L. M. Vargas Gustavo | Tyias Browning (28)      |
| Yan J. Wang S. T. Browning Wei Z. Li S. M. Jussa L. Cittadini Oscar Wu L. M. Vargas Gustavo | Wei Zhen (20)            |
| Yan J. Wang S. T. Browning Wei Z. Li S. M. Jussa L. Cittadini Oscar Wu L. M. Vargas Gustavo | Li Shuai (27)            |
| Yan J. Wang S. T. Browning Wei Z. Li S. M. Jussa L. Cittadini Oscar Wu L. M. Vargas Gustavo | Matheus Jussa (28)       |
| Yan J. Wang S. T. Browning Wei Z. Li S. M. Jussa L. Cittadini Oscar Wu L. M. Vargas Gustavo | Léo Cittadini (28)       |
| Yan J. Wang S. T. Browning Wei Z. Li S. M. Jussa L. Cittadini Oscar Wu L. M. Vargas Gustavo | Wu Lei (29)              |
| Yan J. Wang S. T. Browning Wei Z. Li S. M. Jussa L. Cittadini Oscar Wu L. M. Vargas Gustavo | Oscar (29)               |
| Yan J. Wang S. T. Browning Wei Z. Li S. M. Jussa L. Cittadini Oscar Wu L. M. Vargas Gustavo | Matías Vargas (28)       |
| Yan J. Wang S. T. Browning Wei Z. Li S. M. Jussa L. Cittadini Oscar Wu L. M. Vargas Gustavo | Gustavo (28)             |
| Yan J. Wang S. T. Browning Wei Z. Li S. M. Jussa L. Cittadini Oscar Wu L. M. Vargas Gustavo | Allenatore: Kevin Muscat |
| Altri giocatori: Feng Jin (26), Xu Xin (25), Lü Wenjun (22), Li Ang (13), Wang Zhen'ao (13), Fu Huan (12), Zhang Linpeng (12), Bao Shimeng (10), Liu Zhurun (8), Yang Shiyuan (7), Li Shenglong (6), Will Donkin (5), Cai Huikang (4) Liu Xiaolong (1). |                          |

## Risultati

### Tabellone
|                      | Bei  | Can  | Cha  | Che  | Hen  | Mei  | Nan  | QHa  | QYI  | ShT  | SPo  | SSh  | SCi  | Tia  | WTT  | Zhe  |
| -------------------- | ---- | ---- | ---- | ---- | ---- | ---- | ---- | ---- | ---- | ---- | ---- | ---- | ---- | ---- | ---- | ---- |
| Beijing Guoan        | –––– | 4-0  | 8-1  | 2-1  | 1-1  | 3-2  | 5-2  | 6-0  | 4-1  | 2-0  | 2-2  | 2-1  | 1-2  | 2-0  | 1-2  | 0-0  |
| Cangzhou             | 0-2  | –––– | 2-0  | 1-0  | 2-3  | 2-1  | 0-0  | 0-1  | 3-2  | 3-1  | 0-1  | 0-5  | 1-1  | 2-4  | 1-1  | 0-1  |
| Changchun Yatai      | 3-2  | 1-0  | –––– | 1-2  | 0-0  | 0-1  | 3-2  | 5-0  | 4-0  | 2-2  | 3-4  | 1-2  | 1-1  | 0-1  | 2-0  | 2-2  |
| Chengdu Rongcheng    | 2-2  | 4-0  | 4-0  | –––– | 4-2  | 2-0  | 1-0  | 2-0  | 7-0  | 0-1  | 3-1  | 1-2  | 3-1  | 2-1  | 2-2  | 3-0  |
| Henan                | 2-1  | 0-2  | 0-0  | 2-0  | –––– | 2-2  | 1-1  | 1-0  | 1-0  | 1-0  | 0-1  | 1-2  | 0-2  | 1-2  | 2-3  | 2-1  |
| Meizhou Hakka        | 1-3  | 1-1  | 2-1  | 1-4  | 0-3  | –––– | 2-1  | 0-0  | 1-1  | 0-0  | 1-2  | 0-2  | 0-0  | 3-2  | 1-0  | 1-2  |
| Nantong Zhiyun       | 1-3  | 1-1  | 2-3  | 0-1  | 1-1  | 1-0  | –––– | 2-1  | 0-3  | 0-2  | 0-3  | 0-2  | 0-1  | 1-1  | 1-3  | 3-2  |
| Qingdao Hainiu       | 1-1  | 1-0  | 0-1  | 1-5  | 0-2  | 4-2  | 2-2  | –––– | 3-1  | 0-1  | 0-5  | 0-1  | 1-0  | 3-1  | 1-1  | 2-0  |
| Qingdao Youth Island | 2-2  | 1-1  | 2-2  | 1-1  | 1-1  | 3-3  | 0-2  | 1-0  | –––– | 0-0  | 3-5  | 0-1  | 3-2  | 1-3  | 0-1  | 5-2  |
| Shandong Taishan     | 0-0  | 4-1  | 4-2  | 3-0  | 2-2  | 2-1  | 3-1  | 1-1  | 0-1  | –––– | 0-1  | 0-3  | 3-2  | 4-1  | 0-0  | 3-0  |
| Shanghai Port        | 5-1  | 4-1  | 5-2  | 2-0  | 3-1  | 7-2  | 8-1  | 5-0  | 2-1  | 4-3  | –––– | 1-1  | 2-0  | 5-0  | 3-1  | 3-1  |
| Shanghai Shenhua     | 1-1  | 4-0  | 3-2  | 1-1  | 2-1  | 3-0  | 5-1  | 2-0  | 2-0  | 6-0  | 3-1  | –––– | 2-2  | 2-1  | 4-1  | 4-0  |
| Shenzhen Peng City   | 1-0  | 2-2  | 2-1  | 0-3  | 0-0  | 0-0  | 2-1  | 1-3  | 1-2  | 1-4  | 0-6  | 0-1  | –––– | 0-4  | 1-1  | 3-2  |
| Tianjin Jinmen Tiger | 0-1  | 3-2  | 2-2  | 2-3  | 1-0  | 0-0  | 1-1  | 1-0  | 2-1  | 1-1  | 0-3  | 0-0  | 3-0  | –––– | 1-0  | 3-2  |
| Wuhan Three Towns    | 0-1  | 2-3  | 0-0  | 1-1  | 1-0  | 0-1  | 1-2  | 1-0  | 1-3  | 1-2  | 0-2  | 0-2  | 4-1  | 2-1  | –––– | 0-2  |
| Zhejiang Pro         | 1-2  | 2-2  | 3-1  | 1-3  | 4-1  | 4-0  | 5-2  | 4-3  | 1-2  | 3-3  | 0-0  | 3-4  | 1-0  | 3-2  | 3-1  | –––– |

## Statistiche

### Squadre

#### Capoliste solitarie
|    | ——               | ——               | ——               | ——               | ——               | ——               | ——               | ——               | ——               | ——               | ——               | ——               | ——               | ——               | ——            | ——            | ——            | ——            | ——            | ——            | ——            | ——            | ——            | ——            | ——            | ——            | ——  | ——      | ——      | —— |  |
|    | Shanghai Shenhua | Shanghai Shenhua | Shanghai Shenhua | Shanghai Shenhua | Shanghai Shenhua | Shanghai Shenhua | Shanghai Shenhua | Shanghai Shenhua | Shanghai Shenhua | Shanghai Shenhua | Shanghai Shenhua | Shanghai Shenhua | Shanghai Shenhua | Shanghai Shenhua | Shanghai Port | Shanghai Port | Shanghai Port | Shanghai Port | Shanghai Port | Shanghai Port | Shanghai Port | Shanghai Port | Shanghai Port | Shanghai Port | Shanghai Port | Shanghai Port | SSh | S. Port | S. Port |    |  |
|    |                  |                  |                  |                  |                  |                  |                  |                  |                  |                  |                  |                  |                  |                  |               |               |               |               |               |               |               |               |               |               |               |               |     |         |         |    |  |
|    |                  |                  |                  |                  |                  |                  |                  |                  |                  |                  |                  |                  |                  |                  |               |               |               |               |               |               |               |               |               |               |               |               |     |         |         |    |  |
| 1ª | 2ª               | 3ª               | 4ª               | 5ª               | 6ª               | 7ª               | 8ª               | 9ª               | 10ª              | 11ª              | 12ª              | 13ª              | 14ª              | 15ª              | 16ª           | 17ª           | 18ª           | 19ª           | 20ª           | 21ª           | 22ª           | 23ª           | 24ª           | 25ª           | 26ª           | 27ª           | 28ª | 29ª     | 30ª     |    |  |

#### Classifica in divenire
|               | 1ª | 2ª | 3ª | 4ª | 5ª | 6ª | 7ª  | 8ª | 9ª | 10ª | 11ª | 12ª | 13ª | 14ª | 15ª | 16ª | 17ª | 18ª | 19ª | 20ª | 21ª | 22ª | 23ª | 24ª | 25ª | 26ª | 27ª | 28ª | 29ª | 30ª |
|               |    |    |    |    |    |    |     |    |    |     |     |     |     |     |     |     |     |     |     |     |     |     |     |     |     |     |     |     |     |     |
| ------------- | -- | -- | -- | -- | -- | -- | --- | -- | -- | --- | --- | --- | --- | --- | --- | --- | --- | --- | --- | --- | --- | --- | --- | --- | --- | --- | --- | --- | --- | --- |
| Beijing G.    | 3  | 4  | 7  | 8  | 8  | 9  | 12  | 15 | 18 | 21  | 24  | 24  | 25  | 28  | 28  | 31  | 34  | 34  | 34  | 37  | 40  | 41  | 42  | 37  | 43  | 46  | 49  | 52  | 55  | 56  |
| Cangzhou      | 0  | 3  | 4  | 7  | 10 | 13 | 13  | 13 | 13 | 14  | 14  | 14  | 15  | 15  | 15  | 15  | 15  | 16  | 17  | 17  | 18  | 21  | 24  | 17  | 27  | 28  | 28  | 29  | 29  | 29  |
| Changchun     | 0  | 3  | 3  | 3  | 3  | 3  | 4   | 4  | 5  | 8   | 8   | 11  | 12  | 13  | 13  | 14  | 17  | 18  | 18  | 21  | 21  | 24  | 24  | 18  | 27  | 27  | 27  | 30  | 31  | 32  |
| Chengdu       | 3  | 3  | 6  | 9  | 12 | 15 | 18  | 18 | 19 | 19  | 22  | 25  | 25  | 28  | 29  | 32  | 35  | 38  | 41  | 45  | 48  | 51  | 51  | 42  | 52  | 52  | 55  | 58  | 59  | 59  |
| Henan         | 1  | 2  | 2  | 2  | 3  | 4  | 7   | 10 | 10 | 10  | 10  | 10  | 10  | 11  | 14  | 17  | 20  | 20  | 21  | 27  | 28  | 31  | 31  | 24  | 31  | 34  | 34  | 34  | 35  | 36  |
| Meizhou H.    | 0  | 1  | 1  | 1  | 2  | 3  | 3   | 6  | 7  | 8   | 8   | 8   | 9   | 12  | 13  | 13  | 13  | 13  | 16  | 17  | 20  | 20  | 23  | 17  | 23  | 23  | 23  | 24  | 27  | 27  |
| Nantong       | 1  | 1  | 1  | 4  | 4  | 5  | 5   | 8  | 8  | 8   | 9   | 9   | 10  | 10  | 10  | 11  | 14  | 14  | 14  | 14  | 15  | 15  | 15  | 14  | 15  | 18  | 21  | 22  | 22  | 22  |
| Qingdao H.    | 0  | 0  | 0  | 0  | 1  | 4  | 4   | 7  | 7  | 7   | 8   | 8   | 9   | 12  | 15  | 15  | 15  | 18  | 19  | 22  | 22  | 22  | 25  | 19  | 26  | 26  | 26  | 26  | 26  | 29  |
| Qingdao Y. I. | 1  | 1  | 4  | 7  | 7  | 7  | 7   | 7  | 8  | 9   | 12  | 12  | 13  | 13  | 13  | 13  | 13  | 13  | 16  | 17  | 18  | 19  | 22  | 17  | 25  | 28  | 28  | 28  | 29  | 32  |
| Shandong      | 3  | 4  | 4  | 7  | 8  | 8  | 11  | 14 | 17 | 18  | 21  | 24  | 25  | 28  | 29  | 30  | 30  | 30  | 31  | 34  | 34  | 34  | 37  | 34  | 37  | 38  | 41  | 44  | 45  | 48  |
| S. Port       | 3  | 4  | 7  | 8  | 11 | 14 | 14* | 15 | 18 | 21  | 24  | 27  | 30  | 33  | 36  | 42* | 45  | 48  | 51  | 57  | 60  | 63  | 63  | 54  | 66  | 69  | 72  | 72  | 75  | 78  |
| S. Shenhua    | 3  | 6  | 9  | 12 | 15 | 16 | 19  | 20 | 23 | 26  | 27  | 30  | 33  | 36  | 37  | 40  | 43  | 46  | 49  | 55  | 55  | 58  | 61  | 52  | 64  | 67  | 70  | 73  | 74  | 77  |
| Shenzhen City | 0  | 0  | 1  | 4  | 7  | 8  | 8   | 8  | 9  | 9   | 9   | 9   | 10  | 10  | 13  | 16  | 16  | 17  | 18  | 24  | 24  | 24  | 24  | 21  | 24  | 24  | 24  | 25  | 26  | 29  |
| Tianjin J. T. | 1  | 4  | 7  | 7  | 10 | 11 | 11  | 11 | 11 | 14  | 15  | 18  | 19  | 19  | 19  | 20  | 23  | 24  | 24  | 27  | 27  | 30  | 33  | 24  | 36  | 36  | 39  | 39  | 42  | 42  |
| Wuhan T. T.   | 0  | 3  | 3  | 3  | 3  | 4  | 5   | 8  | 9  | 12  | 12  | 15  | 15  | 15  | 18  | 18  | 18  | 21  | 22  | 23  | 26  | 26  | 26  | 23  | 27  | 28  | 31  | 31  | 31  | 31  |
| Zhejiang      | 3  | 4  | 7  | 7  | 7  | 7  | 10  | 10 | 13 | 13  | 16  | 19  | 22  | 22  | 25  | 25  | 25  | 28  | 28  | 28  | 31  | 31  | 32  | 28  | 32  | 33  | 33  | 36  | 37  | 38  |

#### Classifiche di rendimento

##### Rendimento andata-ritorno
| Andata               | Andata | Ritorno              | Ritorno |
| Shanghai Port        | 39     | Shanghai Shenhua     | 40      |
| Shanghai Shenhua     | 37     | Shanghai Port        | 39      |
| Chengdu Rongcheng    | 29     | Chengdu Rongcheng    | 30      |
| Shandong Taishan     | 29     | Beijing Guoan        | 28      |
| Beijing Guoan        | 28     | Tianjin Jinmen Tiger | 23      |
| Zhejiang Pro         | 25     | Henan                | 22      |
| Tianjin Jinmen Tiger | 19     | Shandong Taishan     | 19      |
| Wuhan Three Towns    | 18     | Changchun Yatai      | 19      |
| Qingdao Hainiu       | 15     | Qingdao West Coast   | 19      |
| Cangzhou             | 15     | Shenzhen Peng City   | 16      |
| Henan                | 14     | Qingdao Hainiu       | 14      |
| Changchun Yatai      | 13     | Cangzhou             | 14      |
| Qingdao Youth Island | 13     | Meizhou Hakka        | 14      |
| Shenzhen Peng City   | 13     | Zhejiang Pro         | 13      |
| Meizhou Hakka        | 13     | Wuhan Three Towns    | 13      |
| Nantong              | 10     | Nantong              | 12      |

##### Rendimento casa-trasferta
| Casa                 | Casa | Trasferta            | Trasferta |
| Shanghai Port        | 43   | Shanghai Shenhua     | 38        |
| Shanghai Shenhua     | 39   | Shanghai Port        | 35        |
| Chengdu Rongcheng    | 35   | Chengdu Rongcheng    | 24        |
| Beijing Guoan        | 33   | Beijing Guoan        | 23        |
| Shandong Taishan     | 28   | Shandong Taishan     | 20        |
| Zhejiang Pro         | 27   | Wuhan Three Towns    | 17        |
| Tianjin Jinmen Tiger | 26   | Tianjin Jinmen Tiger | 16        |
| Changchun Yatai      | 22   | Qingdao Youth Island | 16        |
| Henan                | 21   | Henan                | 15        |
| Qingdao Hainiu       | 21   | Shenzhen Peng City   | 13        |
| Cangzhou             | 18   | Zhejiang Pro         | 11        |
| Meizhou Hakka        | 17   | Cangzhou             | 11        |
| Qingdao Youth Island | 16   | Changchun Yatai      | 10        |
| Shenzhen Peng City   | 16   | Meizhou Hakka        | 10        |
| Wuhan Three Towns    | 14   | Nantong              | 10        |
| Nantong              | 12   | Qingdao Hainiu       | 8         |

#### Primati stagionali
Squadre
Partite

### Individuali

#### Classifica marcatori
| Gol | Rigori |  | Giocatore       | Squadra              |
| --- | ------ |  | --------------- | -------------------- |
| 32  |        |  | Wu Lei          | Shanghai Port        |
| 21  | 2      |  | Leonardo        | Zhejiang Pro         |
| 20  |        |  | Gustavo         | Shanghai Port        |
| 17  | 4      |  | Andrea Compagno | Tianjin Jinmen Tiger |
| 17  | 1      |  | André Luis      | Shanghai Shenhua     |
| 16  | 4      |  | Cephas Malele   | Shanghai Shenhua     |
| 15  | 1      |  | Felipe Silva    | Chengdu Rongcheng    |
| 14  | 2      |  | Fábio Abreu     | Beijing Guoan        |
| 13  | 5      |  | Oscar           | Shanghai Port        |
| 12  | 4      |  | Pedro Henrique  | Wuhan Three Towns    |
| 12  | 1      |  | Robert Berič    | Changchun Yatai      |

#### MVP del mese
Di seguito i vincitori.
| Mese      | Giocatore  | Squadra          |
| --------- | ---------- | ---------------- |
| Marzo     | Wu Lei     | Shanghai Port    |
| Aprile    | Wu Lei     | Shanghai Port    |
| Maggio    | Wu Lei     | Shanghai Port    |
| Giugno    | Wu Lei     | Shanghai Port    |
| Luglio    | Wu Lei     | Shanghai Port    |
| Agosto    | Wu Lei     | Shanghai Port    |
| Settembre | Yu Hanchao | Shanghai Shenhua |
| Ottobre   | Wu Lei     | Shanghai Port    |

#### MVC del mese
Di seguito i vincitori.
| Mese      | Giocatore      | Squadra               |
| --------- | -------------- | --------------------- |
| Marzo     | Leonid Slutsky | Shanghai Shenhua      |
| Aprile    | Leonid Slutsky | Shanghai Shenhua      |
| Maggio    | Kevin Muscat   | Shanghai Port         |
| Giugno    | Kevin Muscat   | Shanghai Port         |
| Luglio    | Kevin Muscat   | Shanghai Port         |
| Agosto    | Li Xiaopeng    | Cangzhou Mighty Lions |
| Settembre | Leonid Slutsky | Shanghai Shenhua      |
| Ottobre   | Kevin Muscat   | Shanghai Port         |